# Corte Benedettina
La Corte Benedettina di Correzzola è un sito storico medievale che sorge a ridosso del fiume Bacchiglione e il suo grande complesso è stato un importante fulcro operativo all'interno della vasta opera di trasformazione del territorio della Saccisica a partire dal 1400.

## Storia

### Contesto storico
All'inizio del 1400, nel territorio compreso tra il Brenta e l'Adige, erano pochi gli insediamenti umani stabili a causa, da un lato, dei gravi danni causati dai lunghi e ripetuti scontri tra la signoria padovana dei Carraresi e la Repubblica di Venezia, e ,dall'altro, dalla presenza di un paesaggio estremamente paludoso. Sia i latifondisti padovani che i ricci signori veneziani si disinteressavano del problema, non ritenendo vantaggioso investire i propri capitali in miglioramenti fondiari dal profitto non assicurato. In questo contesto si avviò a Correzzola un'impresa di bonifica di importanti dimensioni da parte dei monaci benedettini residenti nella Corte in questione, che si rivelò fondamentale e trainante per tutta l'economia padovana.

### Le origini
La storia di questa corte ha origine con l'atto di insediamento dei monaci benedettini nel basso padovano nel 1129, quando Guido de' Crescenzi e sua moglie, vedova di Sanbonifacio, vendettero per 300 lire veronesi i loro terreni all'abate Alberto del monastero di S. Giustina di Padova, che agli inizi del 1400 trasferì il centro dell'amministrazione dei beni e delle terre in suo a Correzzola, lungo il corso del fiume Bacchiglione, indispensabile strada liquida per il trasporto delle merci e importante risorsa per la trasformazione del territorio.
I monaci diedero avvio ad una riorganizzazione del territorio agrario attraverso ingenti operazioni di bonifica che progressivamente ridussero le zone paludose dando vita ad ampie aree di terreno coltivabile. Inoltre, i benedettini seppero esaltare al meglio il corso d'acqua che dominava il loro territorio sfruttando la sua navigabilità e la sua potenza idrica per scopi energetici, attraverso la costruzione di macchine idrauliche all'avanguardia rispetto all'epoca in questione.
Il nome Correzzola deriva infatti dal latino "corrigium" che significa "sottile striscia di terra emersa dalle acque" e, si potrebbe aggiungere, dai boschi che caratterizzavano tutto il territorio lungo il Bacchiglione, come indicano i toponimi odierni delle sue frazioni: Villa del Bosco e Concadalbero.

## Descrizione

### La costruzione

#### Il corpo centrale
Il primo nucleo del centro amministrativo fu costruito tra il 1430 e il 1450 a ridosso di un'ansa del fiume Bacchiglione, ed era caratterizzato dalla presenza di un'ala dedicata alla residenza dei monaci e un'ala adibita invece alla foresteria. il corpo centrale ha preso forma seguendo il corso principale del fiume che veniva utilizzato per trasportare i prodotti a Padova e a Chioggia. All'interno del grande complesso erano presenti granai e depositi, che si intervallavano lungo il porticato del lato sud, una cantina, detta "delle tre navate", per la distillazione di acquavite, un locale adibito alla tessitura e una scuderia di vaste proporzioni. Completavano la corte alcune corti minori: quella detta "della legna", quella adibita alle abitazioni per gli artigiani e altre con fienili, pozzi, porcili, pollai, orti e giardini. Gli ultimi lavori ebbero luogo tra la fine del secolo e i primi anni del 1600, e le fasi conclusive videro l'aggiunta di un terzo piano all'edificio presente in origine che diede vita alla parte definita "mezzanino".
Nonostante le grandi dimensioni della Corte la presenza dei monaci al suo interno fu sempre piuttosto ridotta, limitando ad una decina i residenti stabili all'interno del complesso, e sottolineando quindi il ruolo della Corte non di centro religioso ma di "grande fabbrica" dell'ordine benedettino di Santa Giustina, con funzioni prettamente agricole e commerciali.

#### Le case coloniche
I monaci fecero inoltre costruire, durante gli anni, 93 case coloniche in muratura, oltre alle circa 300 piccole case per i salariati, tutte uguali una all'altra e senza dubbio connotate da una certa solidità visto che molte di loro si conservano ancora oggi. Tutte le case erano state progettate con la facciata rivolta verso sud ed erano dotate di quattro camere da letto, la cucina, il tinello, il portico con il fienile e un caseggiato comprendete la stalla e il granaio; disponevano inoltre di un'ampia aia detta "sèese", utile per immagazzinare e far seccare le produzioni agricole. Ogni casa era, infine, intitolata ad un Santo, di cui nel portico era conservata l'immagine affrescata. La più importante e originale di queste costruzioni è la "Grande Vanezza", costruita sul punto più alto del territorio presente nel complesso e dedicata a rendere più agevole ed organizzato l'allevamento del bestiame.

#### Nascita di Civé e Terranova
In questa vastissima zona di bonifica i monaci fecero sorgere addirittura nuovi paesi come Civé e Terranova e attraverso un diurno impegno agricolo, idraulico ed amministrativo, costellato anche da acquisti e da permute (rilevate quella di 2330 campi fatta con il comune di Padova nell'anno 1300) impiantarono un esemplare apparato fondiario che ai primi anni del Cinquecento amministrava oltre 1300 campi padovani e più considerarsi una delle maggiori realizzazioni in assoluto in organizzazione aziendale monastica della valle del Po.
Questo grande sito medievale documenta quindi l'intensa attività del monachesimo nella regione veneta che, attraverso il mutare dei quadri politici (il libero comune, la signoria carrarese e la dominazione veneziana) risultò trainante per tutta l'economia padovana.

### Organizzazione del territorio
L'organizzazione del territorio fu la vera rivoluzione che i monaci benedettini portarono a Correzzola, suddividendo l'ampio territorio in cinque "gastaldie" che hanno attualmente riscontro nelle frazioni in cui è diviso il comune: Gastaldia di Correzzola, di Brenta-civé, di Concadalbero, di Villa del Bosco e di Cona. Queste ultime, tutte amministrate dalla corte di Correzzola, erano gestite localmente da 'commessi' che erano persone di fiducia all'interno del corte e la campagna intorno ad ognuna fu suddivisa regolarmente e razionalmente in porche e appezzamenti rettangolari a schiena d'asino, per facilitare il deflusso delle acque stagnati.
I monaci benedettini erano riusciti così a costruire ed organizzare una grande azienda agricola, che, oltre a rivoluzionare il territorio della Saccisica, contrassegnò un enorme cambiamento rispetto al parassitismo feudale e signorile che aveva caratterizzato il periodo precedente, coinvolgendo i contadini, spesso nullatenenti e disperati, nell'opera di redimere le terre paludose per assicurarsi un podere sufficiente a mantenere ciascuna famiglia.
Le acque hanno sempre giocato un ruolo chiave nella gestione di questo territorio ed era proprio da Correzzola che partivano le indicazioni relative alla progettazione di opere idriche: all'interno della Corte erano infatti presenti due monaci cellerari, uno addetto alle semine e ai raccolti e l'altro sovrintendente delle bonifiche, che guidavano la realizzazione di questi progetti. Il territorio venne arricchito da una rete viaria benedettina, migliorata e perfezionata dagli argini dei canali di bonifica che ancora oggi sono presenti su tutto il territorio.

### Il passaggio alla famiglia Melzi d'Eril
Nel 1807 Napoleone nominò Francesco Melzi d'Eril duca di Lodi e gli donò il latifondo di Correzzola, decretando il passaggio della Corte Benedettina e del vasto complesso che la circondava sotto la proprietà della famiglia lombarda, che la gestì fino all'ottobre del 1919. Il 26 ottobre del 1876 Ludovico Melzi d'Eril sposò di seconde nozze la duchessa Josèphine Barbò, la quale, dopo essere diventata erede universale di tutti i suoi beni, diede inizio alla vendita frazionata del latifondo ai contadini residenti nel territorio, per poi ritirarsi a Milano dove morirà nel 1923 all'età di 93 anni.
I Melzi d'Eril continuarono tuttavia l'opera di bonifica del territorio iniziata dai benedettini, progettando la costruzione di importanti idrovore che, oltre ad favorire la gestione delle acque da parte della Corte, la modificarono dal punto vi vista estetico, avvicinandola alle esigenze stilistiche di una nobile famiglia, quale era quella milanese.

### La Corte nel XXI secolo
La Corte è in parte di proprietà comunale, ala adibita agli uffici amministrativi del comune e alla biblioteca comunale, e in parte di proprietà privata, ala che è stata trasformata in un Bed and Breakfast. Il sito medievale è inoltre il punto di partenza di numerosi itinerari turistici via terra e via mare, che si sviluppano nei territori circostanti di Codevigo, Candiana e Pontelongo, in collaborazione con agriturismi e fattorie didattiche.